# 데이먼 웨이언스
데이먼 웨이언스(Damon Wayans, 1960년 9월 4일 ~ )는 미국의 배우, 희극인이다.

## 출연 작품

### 영화
- 비버리 힐스 캅 (1984)
- 록산느 (1987)
- 마이키 이야기 2 (1990) - 목소리 출연
- 마지막 보이스카웃 (1991)
- 라스트 액션 히어로 (1993)
- 쫄병 길들이기 (1995)
- LA 캅스 (1996)
- 배스킷 히어로 (1996)
- 화이트 히어로 (1996)

### 텔레비전
- 새터데이 나이트 라이브 (1985-86)
- 마이 와이프 앤 키즈 (2001-05) - 기획 겸임
- 해피 엔딩 (2011)
- 리썰 웨폰 (2016-19)